# Ступа

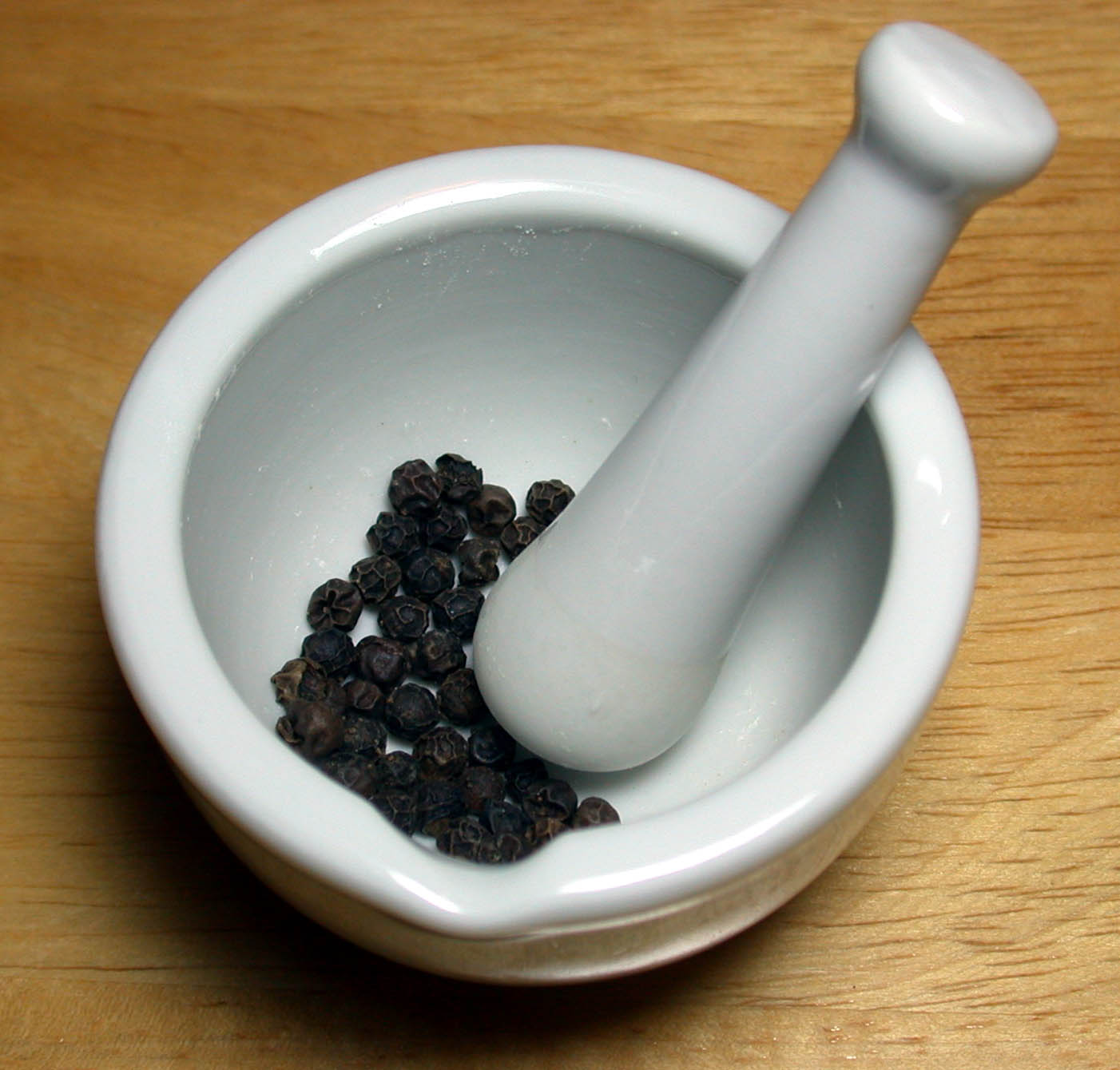
Фарфоровая ступка с плодами чёрного перца

Сту́па — инструмент для толчения и растирания чего-либо. Продукт помещают в ступу и оказывают на него воздействие предметом продолговатой формы — пестом. В зависимости от основания, на которое устанавливают ступу, различают ступки настольные (ручные) и ступы напольные (наземные, мельничные).

## История
Ступа и пест из камня — одно из древнейших орудий труда человека, широко известное с Каменного века, как минимум с 8 000 лет до н. э., и использовавшееся для помола зерна и других пищевых продуктов.
В Юго-Западной Азии археологи обнаружили древние ступы и песты, которые датированы примерно 35000 годом до нашей эры.
Каменные ступы и песты использовались для перемалывания зерна и других растений в Кебарской культуре Леванта и Синая как минимум в период 22000—18000 до нашей эры. Кебарские ступы — конические чаши из пористого камня; песты делались из гладких камней.
Другой пример изделий Каменного века — образцы, найденные в пещере Ракефет (Израиль), естественные полости, использовавшиеся поздними натуфийцами для перемалывания злаков и дальнейшего изготовления пива и относящиеся примерно к XI веку до нашей эры. Для перемалывания использовались длинные деревянные песты.
Самые разные древние народы — африканцы, шумеры, египтяне, полинезийцы, индейцы, индусы, греки, кельты и многие другие — использовали ступы и песты при обработке материалов и веществ для приготовления пищи, лекарств, косметики, керамики и т. п.
С XIV века бронзовые ступы стали распространённее каменных, особенно в химии и алхимии. Они были прочнее и проще в производстве, упрощалось изготовление ручек. Однако крупным минусом бронзовых ступ стала куда большая, чем у каменных, склонность к коррозии (при взаимодействии с кислотами и другими химикатами). С конца XVII века популярными стали глазированные фарфоровые ступы, не столь подверженные воздействию химикатов и куда более удобные для очистки.
Старинное русское название ручной (настольной) ступки из кости, рога, металла, фарфора, камня или стекла — и́готь.

## Настольные ступки
Особенность ступки

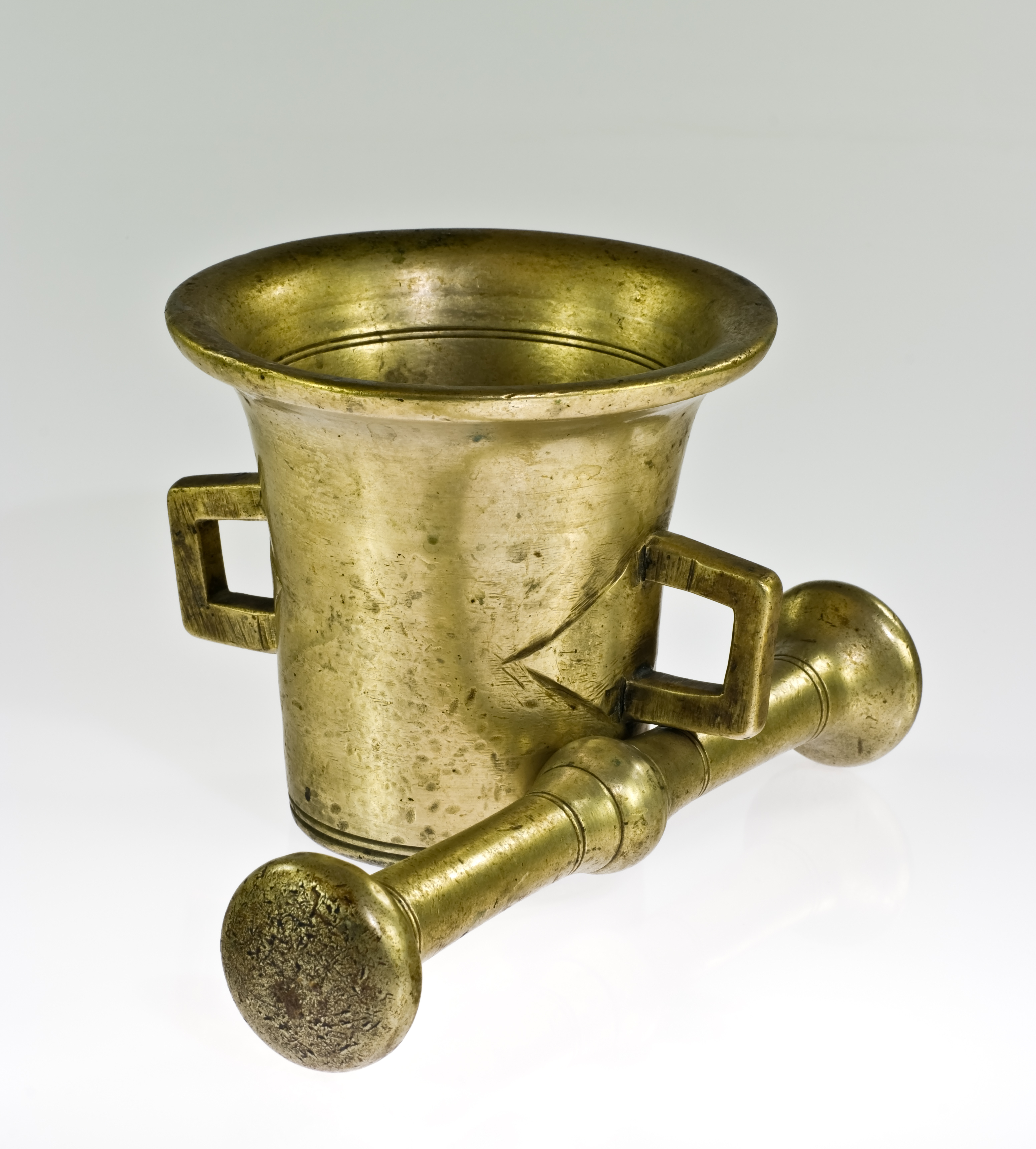
Латунная ступка. XIX — нач. XX вв.

Рабочие поверхности ступки и пестика не покрывают глазурью или лаком и не полируют (кроме лабораторных агатовых ступок) — чтобы избежать соскальзывания пестика и обрабатываемого продукта. Такая же и поверхность ступки в месте её соприкосновения со столом.
Пестик — удерживаемый в руке предмет, оконечная часть которого взаимодействует с обрабатываемым продуктом. Размер и форма оконечной части может быть разной, в зависимости от свойств продукта (например твёрдости) и способа его обработки. Различают пестики с округлой и плоской формой рабочей поверхности. Округлый пестик позволяет толочь и растирать продукт, плоский же подходит только для толчения относительно мягких продуктов.
В России известен деревянный пестик с ручкой и плоской рабочей поверхностью под названием толкушка, который применяют для раздавливания варёных клубней картофеля, ягод и других продуктов. Толкушка часто используется как самостоятельный инструмент без ступки (в её роли выступает любая подходящая ёмкость). Для приготовления картофельного пюре также используют специальный пестик-картофелемялку.
Пестик и ступку делают из одного материала, либо сочетают деревянный пестик со ступкой из какого-либо другого материала. Встречаются и составные пестики, у которых рабочая часть керамическая, а ручка деревянная. Своей рабочей частью пестик должен доставать любой участок внутренней поверхности ступки.
Техника измельчения
Для эффективного размельчении твёрдых веществ, ступку наполняют не более чем на 5 % от её объёма, или не более указанных в таблице ниже значений массы вещества. Общее наполнение ступки не должно превышать 1/3 часть её объёма.
Различают два способа обработки продукта: толчение и растирание. Во время толчения на продукт оказывают многократное давящее (возможно с дополнительным вращением пестика вокруг своей оси) или ударное воздействие. Растирание же представляет собой комбинацию постоянного давления пестика с его круговыми движениями по ступке. Например, чтобы тонко измельчить плоды чёрного перца, его сначала толкут, а затем растирают.
Существует риск поцарапать ступкой поверхность стола (зависит от материалов ступки и столешницы) — в этом случае применяют подставку.

### Кухонные
В кухонных ступках измельчают различные пряности, семена, зёрна (например маковые и кофейные), растирают в пудру сахарный песок и измельчают крупные кристаллы соли, готовят соусы и пасты (например итальянский соус песто, название которого означает «толчёный, молотый»).
Материалы кухонных ступок: керамика (фарфор), древесина твёрдых пород (бук, берёза и др.), камень (гранит, мрамор), металл (чугун, нержавеющая сталь, бронза, латунь).
| - Кухонные - Деревянная ступка с толкушкой - Каменная | - Лабораторные - Фарфоровая - Стеклянная - Агатовая |

### Лабораторные
Лабораторные ступки, использующиеся в фармацевтической и химической деятельности, изготавливают из фарфора, стекла (с гладкой или матовой рабочей поверхностью ступки и пестика), агата и различных металлов. Согласно ГОСТ 9147-80 «Посуда и оборудование лабораторные фарфоровые. Технические условия» ступки выпускают семи стандартных размеров, пестики — четырёх:
| № | Наружный диаметр сверху, мм | Высота, мм | Наружный диаметр снизу, мм |
| - | --------------------------- | ---------- | -------------------------- |
| 1 | 50                          | 35         | 30                         |
| 2 | 70                          | 40         | 40                         |
| 3 | 90                          | 45         | 50                         |
| 4 | 110                         | 50         | 60                         |
| 5 | 140                         | 70         | 70                         |
| 6 | 180                         | 90         | 90                         |
| 7 | 240                         | 110        | 120                        |

| Фото | №  | Диаметр рабочей поверхности, мм | Длина, мм |
| ---- | -- | ------------------------------- | --------- |
|      | 1  | 22                              | 90        |
| 2    | 34 | 120                             |           |
| 3    | 43 | 170                             |           |
| 4    | 57 | 210                             |           |

| № | Наружный диаметр сверху, мм | Масса загрузки, г | Масса загрузки, г | Рабочая поверхность, см² | Рабочий объём, см³ | Время измельчения, с |
| - | --------------------------- | ----------------- | ----------------- | ------------------------ | ------------------ | -------------------- |
| № | Наружный диаметр сверху, мм | Оптимальная       | Максимальная      | Рабочая поверхность, см² | Рабочий объём, см³ | Время измельчения, с |
| 1 | 50                          | 0,5               | 1                 | 45                       | 20                 | 60                   |
| 2 | 75                          | 1,5               | 4                 | 90                       | 80                 | 90                   |
| 3 | 86                          | 1,5               | 4                 | 90                       | 80                 | 90                   |
| 4 | 110                         | 3                 | 8                 | 135                      | 160                | 120                  |
| 5 | 140                         | 6                 | 16                | 225                      | 320                | 150                  |
| 6 | 184                         | 18                | 48                | 450                      | 960                | 210                  |
| 7 | 243                         | 42                | 112               | 765                      | 2240               | 300                  |

## Напольные ступы

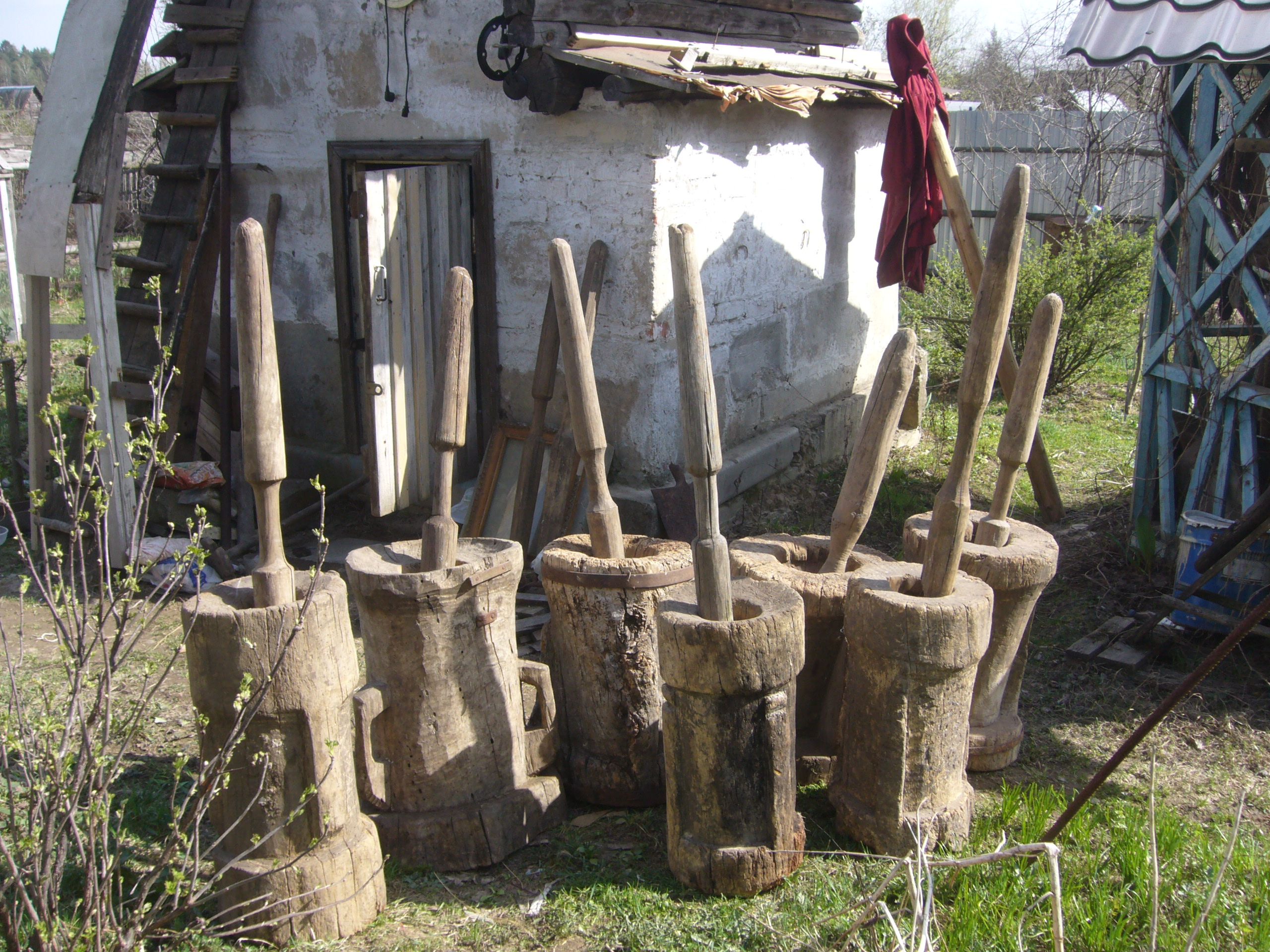
Ступы из Мордовии
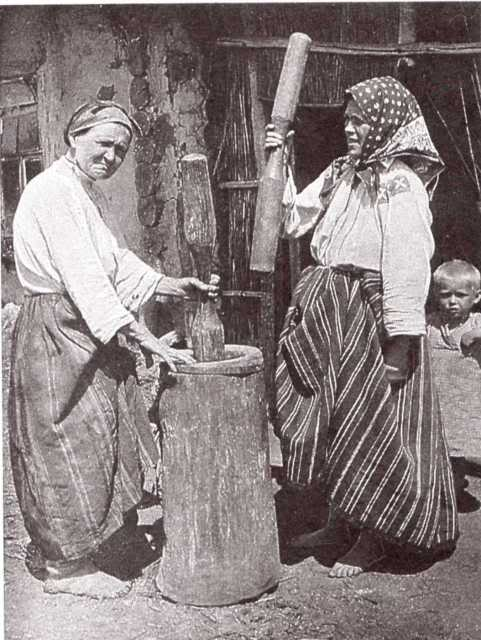
Очищение зерна в ступе. Воронежская губ. 1908

Во многих странах мира, в том числе и России, индустриализация свела на нет массовое использование наземных ступ, однако там, где сохраняются элементы традиционного быта, ими продолжают пользоваться до сих пор. В ступах не только обрушивают и измельчают зёрна, но и готовят тесто: африканское фуфу, японское моти и тесто для корейского блюда тток.
Россия
В больших деревянных мельничных ступах (высотой до 80 см), сделанных из выдолбленной колоды осины или берёзы (толстого и короткого отрезка ствола дерева), отделяли оболочку (обрушивали) и перемалывали зёрна пшеницы, ячменя, проса, гречихи. Полученную массу могли просеивать в ситах — например, так делали овсяную муку толокно. Толчение было одним из этапов приготовления льняного и конопляного масла.
Ещё одним назначением ступы было мятьё тресты — вымоченных и высушенных стеблей конопли и льна (в некоторых случаях, как правило лён мяли на мялке) в процессе получения растительных волокон из этих растений (пеньки, кудели, пакли).
Рабочая часть деревянного песта (толкача, пехталя) могла быть окована железом (с чугунным наконечником) — с целью защиты рабочей части песта от растрескивания и для улучшения его раздавливающей способности (например при толчении конопляных стеблей и льняного семени). Песты чаще всего двухсторонние: с двумя рабочими концами и ручкой посередине. Корпус (тулово) ступы может быть опоясан укрепляющими кольцами.

## В культуре
- В славянской мифологии: средство передвижения Бабы-яги.
- В славянском мировоззрении: как символ женского и мужского начала и как магический предмет использовалась в свадебных обрядах, народной медицине и других жизненных ситуациях[13].
- В символике: аптекарский символ в Западной Европе[19].
- В геральдике: присутствует на гербе города Пестово (в Новгородской области), словацкого города Ступава и чешской общины Сибржина.
- Со средних веков ступками (или их изображениями) традиционно украшались гробницы фармацевтов и врачей.

В живописи
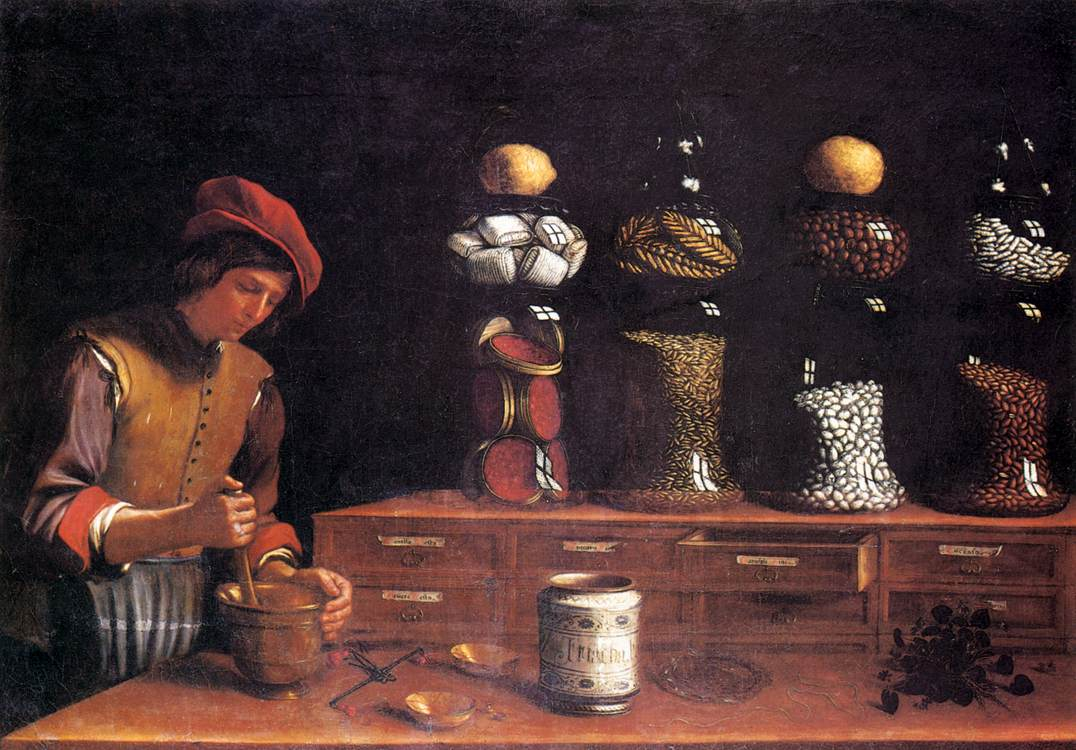
Лавка пряностей Барбьери П. А. 1637
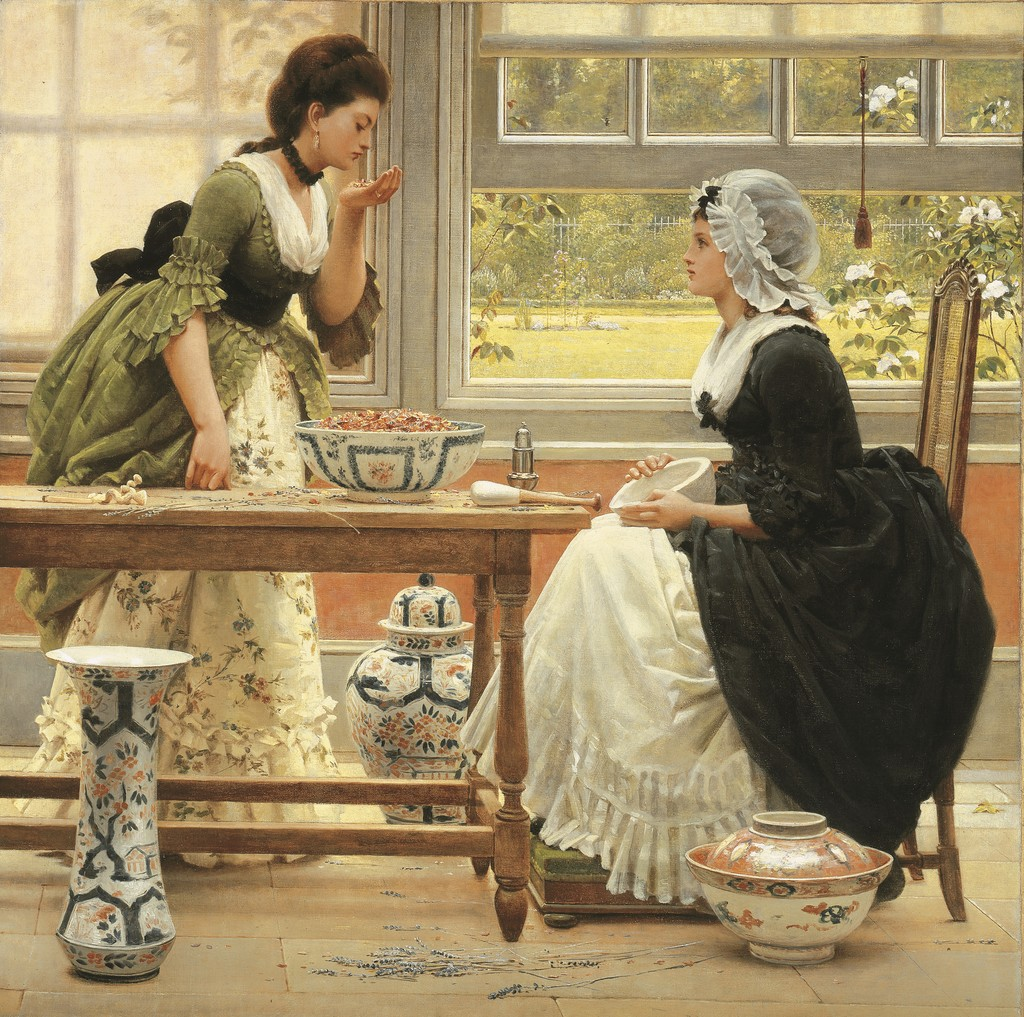
Попурри (ароматическая смесь) Лесли Д. Д. 1884
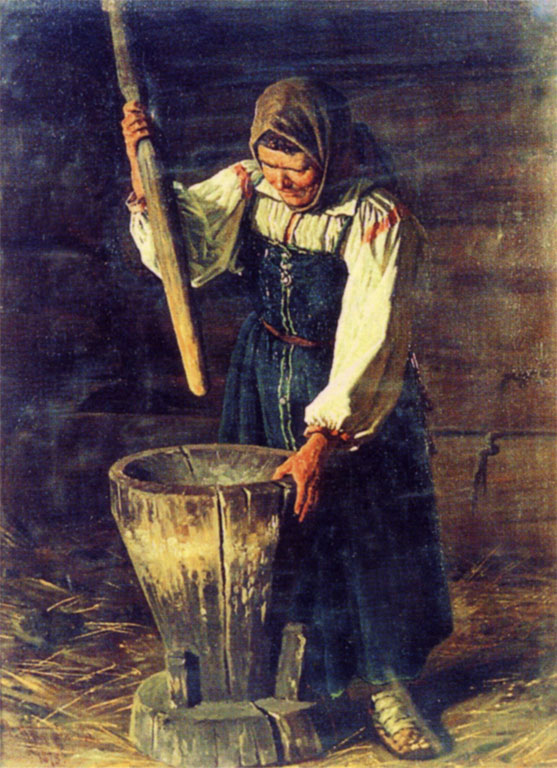
Старуха со ступой Протопопов А. Ф. 1878